# Recycled Life
Recycled Life ist ein US-amerikanischer Dokumentarfilm aus dem Jahr 2006.

## Handlung
Der Film berichtet über die Guajeros. Dies ist eine Gruppe von Menschen (ca. 2.000 Familien), die an einem der giftigsten Plätze der Welt leben und arbeiten, der Mülldeponie von Guatemala-Stadt. Die Menschen leben davon, verwertbare Stoffe in dem ganzen Müll zu suchen und zu verkaufen.

## Auszeichnungen
2007 wurde der Film in der Kategorie Bester Dokumentar-Kurzfilm für den Oscar nominiert.

## Hintergrund
Der Film hatte seine Premiere im Juni 2006 beim Brooklyn International Film Festival.
Sprecher des Films war der Schauspieler Edward James Olmos.